# Promo-X
AT-X music file Promo-X（エーティーエックスミュージックファイル プロモ・エックス）は、AT-Xで放映されている音楽番組である。

## 概要
アニメソング（以下アニソン）や声優が発表している楽曲を毎回3-4曲、ミュージック・ビデオ全編とともに紹介する。ただし、スペースシャワーTV等の音楽専門チャンネルではフルワイドで流れるのに対し、本番組は2018年7月期現在も額縁放送（シネマスコープ製作の場合は超額縁放送）となっている。また、2018年現在、アニメ専門チャンネルでは唯一のアニソン番組になっている。
主に地上波などの他の放送局との放映ペース（遅れの日数や特別番組等による放送休止）の調整や、2話連続で放映されている番組枠で端数が生じる場合（全話の合計が奇数の作品）や一挙放送・映画等のブレイクタイムなどに穴埋め番組として放映されるが、ごく稀に本番組ではなく「侵略!イカ娘」や「音で聴くAT-X」で対応することもある。また、3週以上空き番組が生じる場合は本番組は適用されず、別の連続アニメを開始する。そのため、放映される日時に規則性はない。なお、まれに15分以下の番組枠で空白が生じることもあるが、この場合は当番組は放映されず、番組案内を延長して対応する。
番組は30分間で、1クール当たり3種類制作されているが、時期によっては2種類や4種類（2012年1月期）の場合もある。
開始当初からしばらくは、番組の進行はナレーションのみであったが、2007年6月の第23回からは村田あゆみ、2009年6月の第35回からは豊崎愛生、2019年8月の第157回からは大橋彩香、2025年5月の第226回からは小倉唯がナビゲーターを務めている。
ナビゲーターが置かれてからは、ミニコーナーや自身の楽曲・イベントの宣伝も行われている。
2010年12月には、豊崎が所属する声優ユニット『スフィア』のメンバーが総出演する60分の特別番組『Promo-X'mas』（プロモ・クリスマス）が放映された。